# 오다 노부토시

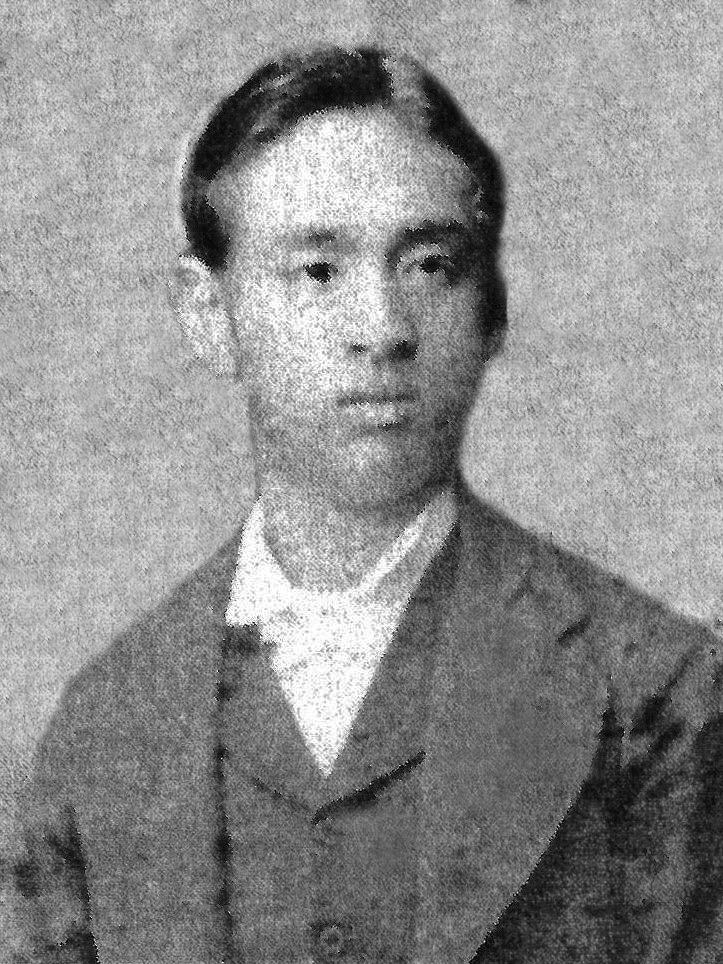
오다 노부토시

오다 노부토시(일본어: 織田信敏, 1853년 11월 19일 ~ 1901년 6월 6일)는 일본 에도 시대의 다이묘로, 덴도번의 3, 5대 번주이다. 2대 번주인 오다 노부미치의 넷째 아들이다. 어릴적 이름은 후쿠노스케(富久之助)이며, 관위는 종5위하, 병부대보(兵部大輔)이다. 나중에 종3위, 자작 작위를 받았다.
분큐 3년(1863년) 7월 3일, 아버지 노부미치의 적자가 되었다. 게이오 4년(1868년) 1월 7일, 도바 후시미 전투에서 승리한 신정부군은 도쿠가와 요시노부 정토령을 내림과 동시에 여러 번들에게 병사를 이끌고 상경할 것을 명하였다. 당시 덴도 번주였던 노부미치는 형세를 살피며 상경을 미루고 있다가, 결국 2월 26일, 병을 이유로 노부토시를 대신 상경시켰다. 3월 2일, 신정부로부터 오우 진무사 선도역에 임명되었고, 이에 번사 요시다 모리타카가 대행이 되는 것을 허락받았다. 3월 6일, 노부토시는 메이지 천황을 배알하였고, 3월 19일, 아버지 노부미치가 은거함에 따라 번주직을 계승하고, 4월 6일에 종5위하 병부대보에 서임되었다.
오우 진무사 선도역 대행 요시다 모리타카는 평화 공작을 활발히 하였으나, 오우 진무군의 도발과 쇼나이번의 반발이라는 대립 상황을 개선할 수는 없었다. 결국 쇼나이 번이 덴도 진야를 공격해와서 시가지가 불에 탔다. 당시 영지에 있던 노부미치와 가족들은 오우산맥을 넘어 센다이번 영지로 도망갔다. 쇼나이 번이 덴도에서 물러나자, 덴도 번은 요시다의 주도로 나가토로번을 습격하려 하는 등 반격을 꾀했다. 그러나 윤4월 20일, 오우 진무총독부 참모 세라 슈조가 센다이 번사에게 암살당하자 도호쿠 지방의 형세가 크게 변하여 막부 편으로 기울어졌다. 윤4월 22일, 이러한 혼란 상황 속에서 노부토시는 덴도 진야로 돌아왔고, 선도역 사퇴를 허락받았다.
5월 3일, 도호쿠의 여러 번들이 오우에쓰 열번동맹을 결성하자, 겨우 2만 석 영지를 보유한 덴도 번이 단독 행동을 하는 것은 무리여서, 결국 신정부측을 떠나 동맹에 가담하였다. 6월 17일, 선도역 대행이었던 요시다 모리타카에게 할복 명령이 내려졌고, 이후 덴도 번은 구보타 번 공격 등에 번사를 파견했다. 하지만 오우에쓰 열번동맹이 열세가 되면서, 9월 18일 덴도 번은 신정부측에 항복했다. 노부토시는 10월 16일, 도쿄에서의 근신을 명령받고, 11월 2일 도쿄로 올라왔다. 12월 7일, 신정부는 노부토시에게 영지 2천 석 삭감과 은거를 명령했고, 12월 17일에 동생 스에마루가 그 뒤를 이었다.
메이지 2년(1869년) 7월 18일, 스에마루가 아직 어리다는 이유로 노부토시가 다시 가문의 당주 및 덴도 번지사가 되었다. 1870년, 덴도 시 마이즈루 산에 신사를 열어 오다 가문의 시조인 오다 노부나가를 모신 다케시오리타 신사(훗날의 다케이사오 신사)를 세웠다. 1871년, 폐번치현으로 번지사 직에서 면직된 이후, 1874년 1월에 궁내성에 출사하였다가, 그해 2월에 퇴직했다. 1884년, 자작 작위를 받았고, 1901년에 48세의 나이로 사망하였다.
| 전임 오다 노부미치 오다 스에마루 | 제11, 13대 오다씨 단조노조 분가 노부카쓰 계 노부요시 류 당주 1868년 1869년 ~ 1901년 | 후임 오다 스에마루 오다 노부쓰네 |

| 전임 오다 노부미치 오다 스에마루 | 제3, 5대 덴도번 번주 (오다 가문 노부요시 파) 1868년 1869년 ~ 1871년 | 후임 오다 스에마루 폐번치현 |